# Peter Berger
Peter Ludwig Berger (ur. 17 marca 1929 w Wiedniu, zm. 27 czerwca 2017 w Brookline) – amerykański socjolog.

## Kariera akademicka
W 1981 został profesorem socjologii i teologii w Boston University, a w 1985 dyrektorem tamtejszego Institute for the Study of Economic Culture.

## Poglądy i koncepcje
Zajmował się przede wszystkim socjologią religii oraz socjologią wiedzy, a także problematyką socjologii ogólnej i przemian świadomości, jakie zachodzą pod wpływem procesu zmiany społecznej. Jego dzieła wpisują się w nurt socjologii fenomenologicznej. Książka napisana przez niego wspólnie z Thomasem Luckmannem, Społeczne tworzenie rzeczywistości wpłynęła na kształtowanie się konstrukcjonizmu społecznego, którego twierdzenia są jednak niezgodne z myślą autorów.

## Tłumaczenia na język polski
- Zaproszenie do socjologii, wyd I: 1988 (seria Logos), 1995, 1997, 1998, 1999, 2000, 2001, 2002, 2003, wyd X:2004, Warszawa, Wydawnictwo Naukowe PWN, ISBN 83-01-14086-0 (Invitation to Sociology 1963)
- Społeczne tworzenie rzeczywistości, współautor Thomas Luckmann, wyd I: Warszawa 1983, PIW; wyd. II: Warszawa 2010, PWN, seria Biblioteka Socjologiczna, ISBN 978-83-01-16376-1 (The Social Construction of Reality 1966)
- Święty baldachim. Elementy socjologicznej teorii religii, wyd I: 1997, ISBN 83-85527-49-4, wyd: II 2005, ISBN 83-88508-87-3, Kraków, Wyd. Nomos, (The Sacred Canopy. Elements of a Sociological Theory of Religion 1967)
- Rewolucja kapitalistyczna: pięćdziesiąt tez o dobrobycie, równości i wolności, tł. Zygmunt Simbierowicz, Warszawa 1995, Wyd. Oficyna Naukowa, seria Terminus, ISBN 83-85505-35-0 (The capitalist revolution : fifty propositions about prosperity, equality, and liberty 1986)
- (red.)Etyka kapitalizmu, tł. Henryk Woźniakowski, posłowie Ryszard Legutko, Kraków 1994, Wyd, Znak Signum, s.196, ISBN 83-7006-377-2 (The Capitalist Spirit: Toward a Religious Ethic of Wealth Creation 1990)
- Pytania o wiarę. Sceptyczna zachęta do chrześcijaństwa, tł. Jerzy Łoziński, Warszawa 2007, Instytut Wydawniczy „Pax”, s. 285, ISBN 978-83-211-1783-6, (Questions of faith : a skeptical affirmation of Christianity 2003)
- (z Antonem Zijderveldem) Pochwała wątpliwości. Jak mieć przekonania i nie stać się fanatykiem 2010 Wydawnictwo Vis-a-Vis Etiuda, ISBN 978-83-61516-50-7 (In Praise of Doubt. How to Have Convictions Without Becoming a Fanatic 2009)